# Michael Oxley

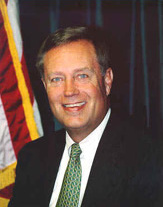
Mike Oxley

Michael Garver „Mike“ Oxley (* 11. Februar 1944 in Findlay, Ohio; † 1. Januar 2016 in McLean, Virginia) war ein US-amerikanischer Politiker, der den Bundesstaat Ohio im US-Repräsentantenhaus vertrat.

## Leben
Mike Oxley studierte zunächst Kunst und anschließend Rechtswissenschaften. 1969 schloss er sein zweites Studium an der Ohio State University ab. Im selben Jahr begann er, für das FBI zu arbeiten und sich in der Republikanischen Partei zu engagieren. Von 1972 bis 1981 war er Abgeordneter im Repräsentantenhaus von Ohio. Von 1981 bis 2007 war er Mitglied des Kongresses für den vierten Wahlbezirk von Ohio. Im Repräsentantenhaus war er auch Vorsitzender des Finanzausschusses. Seine Nachfolge als Abgeordneter trat Jim Jordan an.
Bekannt wurde Oxley außerhalb der USA vor allem als Mitbegründer und -namensgeber des gemeinsam mit Paul Sarbanes verfassten Sarbanes-Oxley Act aus dem Jahr 2002.